# Chi Khiêm
Chi Khiêm (tiếng Trung: 支謙; bính âm: Zhī Qiān; khoảng 222–252 CE) là một cư sĩ Phật giáo gốc Trung Á, người đã dịch một loạt kinh điển Phật giáo Ấn Độ sang chữ Hán. Ông là cháu trai (một số nguồn ghi là con trai) của một người nhập cư từ Đại Nguyệt Chi, một lãnh thổ gần tương ứng với Đế quốc Kushan lúc bấy giờ. Theo thông lệ tên người Trung Quốc thời đó, ông sử dụng tiền tố "Chi"  làm họ, hàm ý chỉ gốc gác tổ tiên là người ngoại vực.

## Cuộc đời
Chi Khiêm được sinh ra ở miền bắc Trung Quốc. Ngay từ nhỏ, ông đã trở thành đệ tử của Chi Lương, một đệ tử của đại sư, dịch giả kinh điển Đại thừa nổi tiếng, Lokakṣema, cũng là một người gốc Nguyệt Chi. Cuối thời nhà Hán, khi loạn lạc lan rộng khắp miền bắc, Chi Khiêm cùng hàng chục đồng hương của mình đã di cư đến Đông Ngô ở miền nam. Đầu tiên, ông định cư ở Vũ Xương, sau đó ở Kiến Nghiệp sau năm 229 CN. Theo tài liệu sớm nhất còn tồn tại, Xuất tam tạng ký tập của Tăng Hựu, thì do Tôn Quyền rất ấn tượng với danh tiếng của Chi Khiêm nên đã bổ nhiệm ông làm thầy dạy cho thái tử.
Cuối đời, Chi Khiêm trở thành một upāsaka, thọ năm giới cư sĩ và lui về sống trong ẩn dật. Khi ông qua đời ở tuổi 60 (vào năm 252 CN hoặc ngay sau đó), Ngô đế Tôn Lượng, được cho là đã ban chiếu cho giới tu sĩ thương tiếc cái chết của ông.

## Sự nghiệp
Mặc dù có vẻ như Chi Khiêm đã bắt đầu công tác dịch các kinh văn Phật giáo khi còn ở Lạc Dương phía bắc, nhưng phần lớn hoạt động dịch thuật của ông lại được thực hiện ở phía nam. Các bản dịch của ông – trong đó có hơn hai chục bản dịch còn tồn tại cho đến ngày nay – trải rộng trên nhiều thể loại và bao gồm cả kinh điển Đại thừa và phi Đại thừa. Trong số đó có một số kinh văn āgama, các kinh tụng ngắn, tiểu sử của Đức Phật, và một số kinh Đại thừa, trong đó nổi tiếng nhất là Duy-ma-cật sở thuyết kinh (Vimalakīrtinirdeśa), Phật thuyết Vô lượng thọ kinh (Sukhāvatīvyūha đại bản), Tiểu phẩm bát-nhã kinh (Aṣṭasāhasrikā-prajñāpāramitā), và phiên bản đầu tiên của Hoa nghiêm kinh (Buddhāvataṃsaka).
Rất khó để mô tả phong cách dịch thuật của Chi Khiêm, vì kho tác phẩm được cho là xác thực của ông trải dài từ những tác phẩm văn học tao nhã, trong đó hầu hết các tên và thuật ngữ nước ngoài đều được dịch sang âm Hán, cho đến những tác phẩm cồng kềnh hơn nhiều với những phiên âm nhiều âm tiết của các từ Ấn Độ. Có vẻ như những bản dịch thuộc loại thứ hai, giống với những bản dịch do Lokakṣema thực hiện, có thể đã được tạo ra từ rất sớm trong sự nghiệp của Chi Khiêm, khi mà ông vẫn còn là một thành viên tích cực trong nhóm kế thừa của Lokakṣema; cũng có nhiều tác phẩm của Chi Khiêm dường như được tạo ra sau khi ông chuyển đến miền nam, với nhiều đặc điểm về phong cách với Khương Tăng Hội, người cũng đang ở Đông Ngô lúc bấy giờ. Đặc biệt, cả Chi Khiêm và Khương Tăng Hội đều phóng khoáng đưa các thuật ngữ tín ngưỡng bản địa của Trung Quốc vào tác phẩm của họ. Một yếu tố bổ sung trong trường hợp của Chi Khiêm là việc ông đã sửa lại một số bản dịch do những người tiền nhiệm (đặc biệt là Lokakṣema) biên soạn, mà — cùng với sở thích rõ ràng của ông về sự đa dạng — có thể đã góp phần tạo ra sự mâu thuẫn trong từ vựng và văn phong của ông.